# Salpingite
Salpingite ou Anexite é a inflamação pélvica das trompas de Falópio (tubas uterinas). É mais comum nas mulheres sexualmente activas. Pode resultar de infecções da cavidade abdominal devido à comunicação que há entre esta e os óstios abdominais das tubas. Uma das causas principais de infertilidade feminina é o bloqueio das tubas uterinas, frequentemente resultado de infecção que causa salpinge.

No contexto de Otorrinolaringologia, Salpingite refere-se à inflamação da Trompa de Eustáquio.
 Inflamação do ouvido médio e Trompa de Eustáquio são denominadores comuns de várias condições médicas, nomeadamente, otite média aguda, otite média crónica serosa e disfunção tubária. 